# Amy Hempel
Amy Hempel (n. 14 decembrie 1951, Chicago, Illinois, SUA) este o scriitoare, jurnalistă americană și lector la Bennington College, Universitatea din Florida.